# Where Grass Won't Grow
Where Grass Won't Grow è un album in studio del cantante statunitense George Jones, pubblicato nel 1969.

## Tracce
1. Where Grass Won't Grow (Earl Montgomery) – 3:12
2. For Better or for Worse (Eddie Miller, Eddie Noack) – 2:18
3. If Not for You (Jerry Chesnut) – 2:58
4. Until I Remember You're Gone (Dallas Frazier) – 2:24
5. Barbara Joy (Noack) – 2:18
6. No Blues Is Good News (Noack) – 2:26
7. Same Old Boat (James Wallace/Benny Barnes) – 2:09
8. Old Blue Tomorrow (Darrell Edwards) – 2:15
9. Shoulder to Shoulder (Frazier) – 2:20
10. She's Mine (George Jones, Jack Ripley) – 2:55